# 潘菲洛夫区 (哈萨克斯坦)
潘菲洛夫区是哈萨克斯坦杰特苏州东部的一个区，面积10600平方公里，2019年人口119,920人，首府是扎尔肯特。以苏联二战英雄伊万·瓦西里耶维奇·潘菲洛夫命名。潘菲洛夫区与中华人民共和国新疆维吾尔自治区霍尔果斯市毗邻。